# Liwā' al Mazār al Janūbī
Liwā' al Mazār al Janūbī (arabiska: لواء المزار الجنوبي) är ett distrikt i Jordanien.   Det ligger i provinsen al-Karak, 110 km söder om huvudstaden Amman.